# Fruktozamina
Nazwą fruktozamina, lub także izoglukozamina określa się  białka osocza krwi, głównie albuminy, które uległy procesowi glikacji białek. Ponieważ stężenie fruktozaminy koreluje ze stopniem wyrównania glikemii w przebiegu cukrzycy  jest ono wykorzystywane  w monitorowania efektów leczenia tego schorzenia.
W związku z okresem półtrwania albumin wynoszącym 14-20 dni, jej poziom świadczy o wyrównaniu cukrzycy w przebiegu ostatnich 2 tygodni od oznaczenia.
Zakres norm:
- osoby zdrowe – poniżej 285 μmol/l[1]
- cukrzyca wyrównana – 286 – 350 μmol/l
- cukrzyca niewyrównana – powyżej 350 μmol/l

W przypadku hipoalbuminemii wartość diagnostyczna oznaczenia fruktozaminy traci na znaczeniu.
Uważa się, że bardziej obiektywnym oraz lepiej świadczącym o wyrównaniu cukrzycy jest oznaczanie hemoglobiny glikowanej. Wadą badania stężenia fruktozaminy jest ponadto to, że nie koreluje z ryzykiem rozwoju powikłań cukrzycowych.